# Los medio hogares
Los medio hogares é uma telenovela mexicana, produzida pela Televisa e exibida em 1966 pelo Telesistema Mexicano.

## Elenco
- Carmen Montejo
- Alejandro Ciangherotti
- Irma Lozano
- Raúl Meraz